# Charoides tigrinata
Charoides tigrinata är en skalbaggsart som först beskrevs av Thomson 1868.  Charoides tigrinata ingår i släktet Charoides och familjen långhorningar. Inga underarter finns listade i Catalogue of Life.